# Lac Otsego
Le Lac Otsego est un lac situé dans le comté d'Otsego, dans l'État de New-York aux États-Unis. Il constitue la source de la Susquehanna.
Le village de Cooperstown est situé à l'extrémité sud du lac et le parc d'État de Glimmerglass (en) au nord-est.

## Géographie
Sa longueur est de 14 km sur un axe nord-sud. Sa surface est de 16,87 km2. Il est géologiquement à rattacher aux Finger Lakes mais n'est pas considéré comme en faisant partie. La principale différence est qu'il se trouve à une altitude de 1 191 pieds alors que les Finger Lakes sont approximativement à 400 pieds ; une autre différence est que les lacs Finger font partie du bassin versant du lac Ontario et qu’Otsego fait partie du bassin versant de la rivière Susquehanna.
Sa profondeur moyenne est de 25 mètres, avec une profondeur maximale de 151 m. Le lac est la source de la rivière Susquehanna qui coule vers le sud à travers de l'État de New York, la Pennsylvanie et le Maryland avant de se jeter dans la baie de Chesapeake. Le niveau du lac est contrôlé par un barrage qui a été construit en 1905. Le bassin versant du lac  couvre environ 190 km2.

## Dans la culture
Le lac était connu de James Fenimore Cooper sous le nom de Glimmerglass et est un élément principal de ses romans The Pioneers, The Deerslayer et Home as Found dans lesquels des points de repère locaux tels que Council Rock, Hutters Point, Gravelly Point et Sunken Island sont mentionnés. Se déroulant entre 1740 et 1745, les romans historiques décrivent le lac comme étant quelque peu au-delà de la frontière, peut-être dans un territoire contrôlé par la France. Lorsque le roman a été écrit en 1840, tout l’État de New York était bien en territoire civilisé.
Le lac Otsego est également référencé dans Alice et la Dame du lac, un roman de la série Nancy Drew Mystery Stories.

### Source
- (en) Cet article est partiellement ou en totalité issu de l’article de Wikipédia en anglais intitulé « Otsego Lake (New York) » (voir la liste des auteurs).